# Résolution 321 du Conseil de sécurité des Nations unies
Membres permanents
- Chine
- États-Unis
- France
- Royaume-Uni
- URSS

Membres non permanents
- Argentine
- Belgique
- Guinée
- Inde
- Italie
- Japon
- Panama
- Somalie
- Soudan
- Yougoslavie

Résolution no 320 Résolution no 322
La résolution 321 du Conseil de sécurité des Nations unies est adoptée à 12 voix et 3 abstentions lors de la 1 669e séance du Conseil de sécurité des Nations unies le 23 octobre 1972, après avoir réaffirmé les résolutions précédentes, le Conseil a exprimé sa préoccupation face au refus persistant du Portugal de s'y conformer. Le Conseil a attaqué la dernière action transfrontalière de l'armée portugaise contre le territoire sénégalais et a exigé que les Portugais cessent tout nouvel acte de violence. Le Conseil a ensuite réaffirmé sa position selon laquelle il est injuste que le Portugal continue de détenir des colonies en Afrique et que les peuples autochtones de ces colonies devraient pouvoir disposer de leur propre autodétermination.
La résolution a été adoptée par 12 voix contre zéro, tandis que la Belgique, le Royaume-Uni et les États-Unis se sont abstenus.

### Sources
- (en) Cet article est partiellement ou en totalité issu de l’article de Wikipédia en anglais intitulé « United Nations Security Council Resolution 321 » (voir la liste des auteurs).

### Texte
- Résolution 321 sur fr.wikisource.org
- Résolution 321 sur en.wikisource.org